# The Callistan Menace
The Callistan Menace är en science fiction-novell skriven av Isaac Asimov, och ursprungligen publicerad i april 1940 i tidskriften Astonishing Stories.

## Handling
Rymdfarkosten Ceres används för att utforska Callisto. Tidigare har sju rymdfarkoster landat där inom en 25-årsperiod och därefter har inget hörts från dem. Två män upptäcker en fripassagerare i lastutrymmet, 14-åriga pojken Stanley Fields. Besättningen behandlar honom som en maskot, och han får en gummirymddräkt.
Vid ankomsten upptäcker besättningsmännen en av de försvunna rymdfarkosterna, Phobos. Efter undersökning visar det sig att farkosten är full av slem, och besättningsmännens kroppar upptäcks. Snart dyker en grupp sniglar upp från en närliggande sjö och tar sig fram mot Phobos. Två av Ceres besättningsmän drabbas av en mystisk åkomma och en tredje tar sig med nöd och näppe tillbaka till fartyget. Ceres kapten upptäcker att sniglarna för att bedöva besättningsmännen använder sig av magnetfält, förstärkta av rymddräkterna. Stanley Fields, i sin gummirymddräkt, ger sig av för att återhämta de medvetslösa besättningsmännen. Han lyckas få med sig den första, men då han skall hämta den andra drabbas han av luftbrist och tar sig med nöd och näppe tillbaka till farkosten.  Stanley Fields och övriga medvetslösa besättningsmän överlever alla, och Ceres  lämnar Callisto.

### Fotnoter
1. ↑  ”The Callistan Menace”. Jenkins’ Spoiler-Laden Guide to Isaac Asimov. 27 februari 1940. http://www.asimovreviews.net/Stories/Story031.html. Läst 3 oktober 2014.